# Orquesta Típica Fernández Fierro
La Orquesta Típica Fernández Fierro es una orquesta de tango argentina fundada en Buenos Aires en 2001. Está integrada por músicos jóvenes, y se inspira en las clásicas orquestas típicas de los años '50. La agrupación se distingue por combinar el tango con el punk rock, desafiando las convenciones tradicionales del género.

## Historia
La base de la orquesta se formó bajo el nombre Orquesta Típica Fernández Branca en el año 1998, compuesta mayormente por egresados de la Escuela de Música Popular de Avellaneda. En el 2001, la orquesta formada por once músicos más cantor revolucionó la escena del tango con su violenta sonoridad y puesta en escena, así como por el inédito proyecto colectivo que llevan adelante: el grupo se organiza en forma cooperativa, edita sus discos de manera independiente y administra su propio club: el Club Atlético Fernández Fierro (CAFF), espacio ineludible de la escena musical independiente, donde la Fierro brinda sus potentes shows todos los miércoles y algunos sábados.
Su trabajos discográficos se inician en el 2002 con “Envasado en Origen” y le siguen “Destrucción Masiva” (2003), “Vivo en Europa” (2005), el DVD  “Tango Antipánico” (2005) y  “Mucha mierda” (2006), elegido por el diario La Nación (Buenos Aires) como uno de los diez mejores discos editados en ese año y su tema “Las Luces del Estadio/Buenos Aires Hora Cero” como uno de los cien mejores temas del año 2006 por la edición argentina de la revista Rolling Stone. Asimismo, ese mismo año, “Mucha mierda” fue nominado para los Premios Carlos Gardel como Mejor Álbum Orquesta de Tango. 
En 2009 editan “Fernández Fierro”, su cuarto disco de estudio, que elegido por la edición argentina de la revista Rolling Stone como uno de los cinco mejores CD de tango de ese año.  
La Orquesta Típica Fernández Fierro ha hecho giras por Europa, Oceanía y Latinoamérica. Se han presentado en Joe's Pub de Nueva York, NASA de Reykjavic, Teatro Solís de Montevideo, Teatro Ibirapuera de Sao Paulo, Tropentheater de Ámsterdam, Barbican Centre de Londres, Festival Cervantino de México, entre otros. 
En 2011 se presentaron en Dinamarca en el Womex. En 2012 han tocado en diferentes festivales del verano europeo como el Festival de Roskilde, junto a figuras como The Cure, Rufus Wainright, Lou Reed y Björk. 
En 2013 presentaron su sexto disco, TICS. En 2014 grabaron su último CD (número siete en su carrera) en vivo durante dos noches consecutivas en sus habituales conciertos de los miércoles en Buenos Aires. Se trata del primer registro con su nueva cantante, Julieta Laso. Fue galardonado en 2015 por la Fundación Konex con un Diploma al Mérito como uno de los 5 Mejores Conjuntos de Tango de la década en Argentina.
La Orquesta Típica Fernández Fierro cuenta con cuatro CD grabados en estudio y un CD grabado en vivo en Liechtenstein durante su gira por Europa en el 2004. Participaron en el disco "A Bush No le Va a Gustar" que es una compilación internacional producida por FM La Tribu 88.7 MHz y Doble F Alternativo, en repudio a la presencia del Presidente de los Estados Unidos en la ciudad de Mar del Plata durante la IV Cumbre de las Américas realizada en esa ciudad turística de la Argentina; participaron con su canción "Sin Dudas y con Firmeza". A su vez han editado un DVD "Tango Antipánico" en enero del 2005 grabado en vivo en la Ciudad de Buenos Aires.
"Mucha Mierda" (2006) fue grabado en el Auditorio de la Biblioteca Nacional, Buenos Aires, Argentina. Incluye entre las novedades un cruce entre Buenos Aires hora cero de Astor Piazzolla y Las luces del estadio de Jaime Roos y Raúl Castro. 

## Miembros

### Miembros actuales
- Yuri Venturin - Contrabajo, Voz y dirección (2001-presente)
- Juan Manuel Barrios - Bandoneón (2016-presente)
- Juan David Villegas Restrepo - Violín (2016-presente)
- Julia Testa - Violín (2017-presente)
- Martín Elter - Violín (2017-presente)
- Andrés Hojman - Viola (2019-presente)
- Matías Wilson - Piano (2024-presente)

### Miembros anteriores

#### Voz
- Chino Laborde (2001-2013)
- Julieta Laso (2014-2018)
- Natalia Lagos (2019-2021)

#### Bandoneón
- Adrián Osvaldo Ruggiero (2016-2023)
- Patricio Vázquez (2017-2023)
- El Ministro Flavio Reggiani (2001-2022)
- Julio Coviello (2002-2016)
- Eugenio Soria (2007-2016)
- Fausto Salinas (2012-2016)
- Pablo Gignoli (2005-2012)
- Martín Sued (2005-2007)
- Fernando Añon Barros (2001-2005)
- Patricio "Tripa" Bonfiglio (2001-2004)
- Román Rosso (2001)
- Julián Hasse (2001)

#### Violín
- Alex Musatov (2012-2023)
- Gustavo Vajsejtl (2017-2018)
- Tomas Quindi (2016)
- Federico Terranova (2001-2016)
- Bruno Giuntini (2003-2016)
- Pablo Jivotovschii (2003-2016)
- Pablo Guinzburg (2001-2002)
- Leonardo Minig (2001-2002)

#### Viola
- Juan Carlos Pacini (2001-2019)

#### Violonchelo
- Alfredo Zuccarelli (2001-2021)

#### Piano
- Julián Peralta[4] (2001-2004)
- Santiago Bottiroli (2005-2023)

## Discografía

### CD de Estudio
- 2002 - Envasado en Origen

1. "Milonguero Viejo (Carlos Di Sarli)"
2. "La Viruta (Greco)"
3. "Te Llaman Malevo (Aníbal Troilo-Espósito)"
4. "Waldo (Julián Peralta)"
5. "El Ingeniero (Junnissi)"
6. "Maquillaje (Expósito-Expósito)"
7. "Comme il Fault (Eduardo Arolas)"
8. "La Rayuela (Julio De Caro)"
9. "Yo Payador (Pugliese-Ferreri)"
10. "Punto y Branca (Julián Peralta)"
11. "Ventarrón (Pedro Maffia)"
12. "Cuesta Abajo (Carlos Gardel-Le Pera)"

- 2003 - Destrucción Masiva

1. "Prólogo (Julián Peralta)"
2. "Mal Arreado (Julián Peralta)"
3. "El Milagro (Pontier-Expósito)"
4. "Zita (Astor Piazzolla)"
5. "Che Bandoneón (Troilo-Homero Manzi)"
6. "Taquito Militar (Mariano Mores)"
7. "Orlando Goñi (Alfredo Gobbi)"
8. "Trenzas (Pontier-Expósito)"
9. "Si Sos Brujo!! (Balcarce)"
10. "La Madrugada (Pedro Maffia)"
11. "Tabaco (Pontier-Contursi)"
12. "Sin Dudas y con Firmeza (Yuri Venturin)"
13. "Final (Julián Peralta)"

- 2006 - Mucha Mierda

1. "011 (Yuri Venturín)"
2. "Del bajo fondo (Osvaldo Tarantino)"
3. "Corrientes y Esmeralda (Francisco Pracánico / Celedonio Flores)"
4. "Lengua seca (Julio Coviello)"
5. "Viento solo (Alfredo "Tape" Rubín)"
6. "Zamba de la Candelaria (Eduardo Falú / Jaime Dávalos)"
7. "A los que se fueron (Binelli)"
8. "La evasión (Astor Piazzolla)"
9. "Canción desesperada (Enrique Santos Discépolo)"
10. "Recuerdo (Osvaldo Pugliese)"
11. "Adiós Bardi (Osvaldo Pugliese)"
12. "Buenos Aires hora 0 / Las luces del estadio (Astor Piazzolla / Jaime Roos / Raúl Castro)"

- 2009 - Fernández Fierro

1. "Bluses de Boedo (Alfredo "Tape" Rubín)"
2. "Avenida desmayo (Yuri Venturín)"
3. "Una larga noche (Chabuca Granda)"
4. "Azucena alcoba (Yuri Venturín / Letra: Roberto "Palo" Pandolfo)"
5. "Asesino (Pablo Gignoli)"
6. "Niebla dura (Yuri Venturín / Letra: Roberto "Palo" Pandolfo)"
7. "Seis puntos (Julio Coviello)"
8. "Despedida (Alfredo "Tape" Rubín / Letra: Rubín - Diment - Venturín)"

- 2013 - TICS

1. Sierpe (Yuri Venturín / Palo Pandolfo)
2. En silencio (Yuri Venturín / Flavio Reggiani)
3. Que miran (Yuri Venturín / Chino Laborde)
4. Milonga en luto (Juan Lorenzo)
5. Pegue su tren (Tape Rubin)
6. Puente Pueyrredón (Pablo Sensottera)
7. Marejada (Santiago Bottiroli)
8. Desierto (Yuri Venturín / Flavio Reggiani)
9. Ya fue (Yuri Venturín / Tape Rubin)

- 2018 - Ahora y Siempre

1. Subrealidad (Yuri Venturin / Leandro Angeli)
2. Otoño (Leandro Angeli)
3. Ahora y Siempre (Yuri Venturin / Flavio Reggiani)
4. Infierno Porteño (Yuri Venturin)
5. Astiya (Lucas Ferrara)
6. 6:25 (Cintia Trigo)
7. Comezón (Santiago Bottiroli)
8. Demolición (Yuri Venturin / Flavio Reggiani)
9. Brujos y Científicos (Tabaré Cardozo)

### CD en vivo
- 2004 - Vivo en Europa

- 2014 - En Vivo

1. Infierno Porteño (Yuri Venturín)
2. Demolición (Yuri Venturín / Flavio Reggiani)
3. Sierpe (Yuri Venturín / Palo Pandolfo)
4. En silencio (Yuri Venturín / Flavio Reggiani)
5. Las Luces Del Estadio / Bs. As. Hora Cero (Astor Piazzolla / Jaime Roos / Raúl Castro)
6. 6 Puntos (Julio Coviello)
7. Desierto (Yuri Venturín / Flavio Reggiani)
8. Brujos y Científicos (Tabaré Cardozo)
9. Que miran (Yuri Venturín / Chino Laborde)
10. Ya fue (Yuri Venturín / Tape Rubin)
11. Una Larga Noche (Chabuca Granda)
12. Marejada (Santiago Bottiroli)
13. Puente Pueyrredón (Pablo Sensottera)
14. Avenida Desmayo (Yuri Venturín)
15. Pegue su tren (Tape Rubin)
16. Despedida (Rubín / Diment / Venturín)

### DVD
- 2005 - Tango Antipanico

### Participaciones
- 2005 - A Bush No le Va a Gustar